# (2378) Pannekoek
(2378) Pannekoek es un asteroide perteneciente al cinturón de asteroides descubierto por Hendrik van Gent el 13 de febrero de 1935 desde la Estación meridional de Leiden, en Johannesburgo, República Sudafricana.

## Designación y nombre
Pannekoek fue designado al principio como 1935 CY.
Más adelante, en 1991, se nombró en honor del astrónomo neerlandés Anton Pannekoek (1873-1960).

## Características orbitales
Pannekoek está situado a una distancia media del Sol de 2,888 ua, pudiendo alejarse hasta 3,303 ua y acercarse hasta 2,473 ua. Tiene una inclinación orbital de 14,25 grados y una excentricidad de 0,1437. Emplea 1793 días en completar una órbita alrededor del Sol.

## Características físicas
La magnitud absoluta de Pannekoek es 10,9. Tiene un diámetro de 32,26 km y un periodo de rotación de 11,88 horas. Se estima su albedo en 0,0891. Pannekoek está asignado al tipo espectral Cgh de la clasificación SMASSII.